# Comloșu Mare

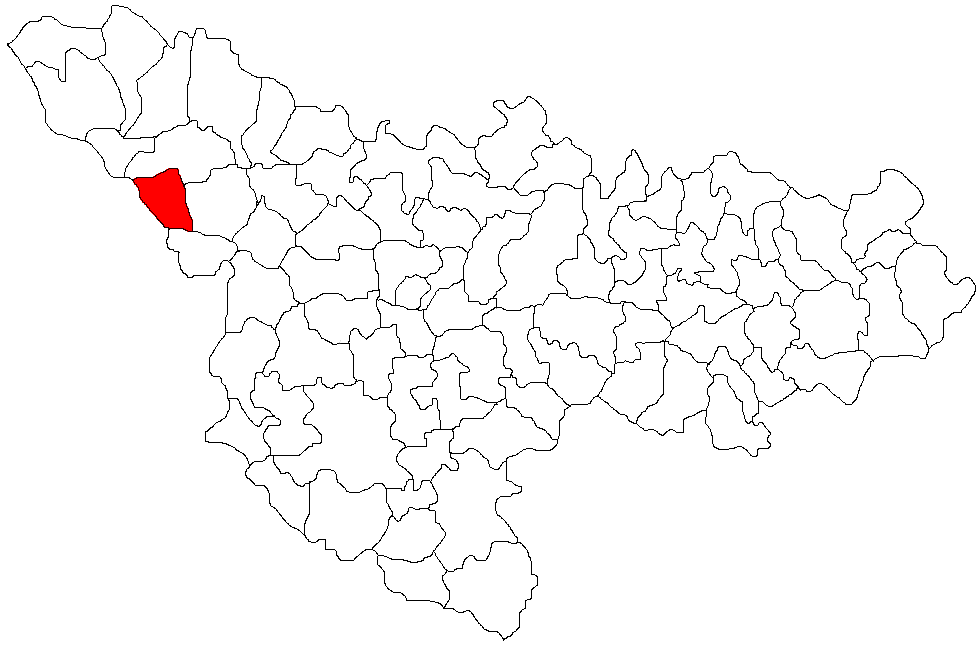
Lage der Gemeinde Comloșu Mare im Kreis Timiș

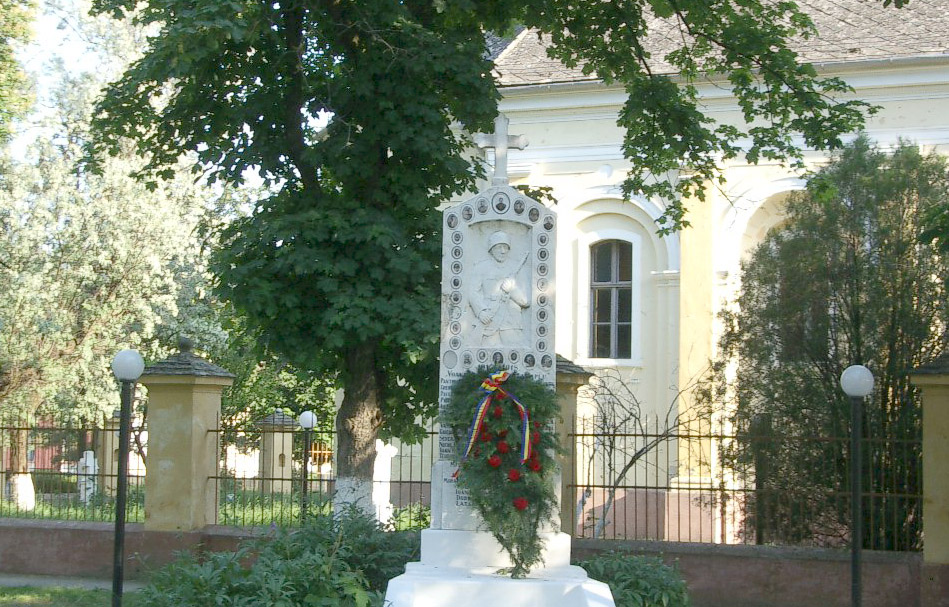
Das Zentrum von Comloșu Mare 2003

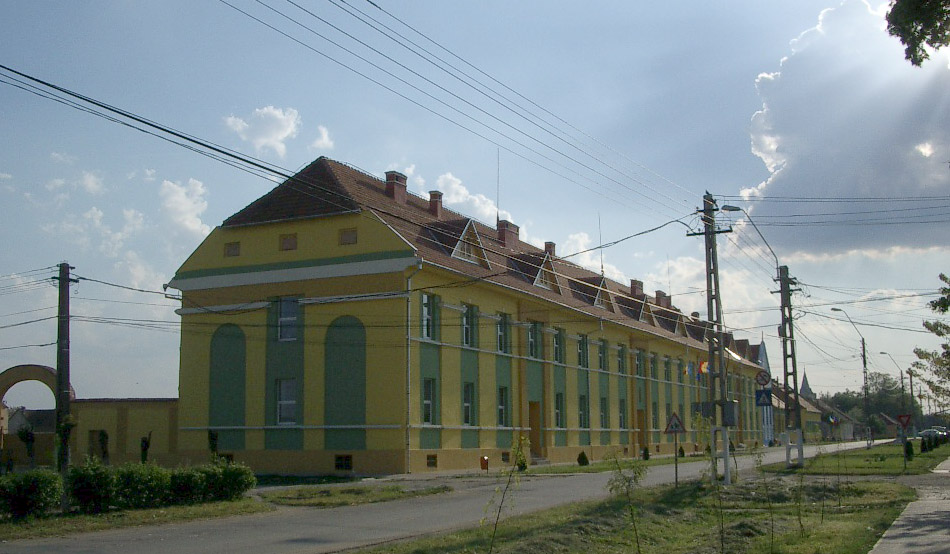
Hauptstraße von Comloșu Mare

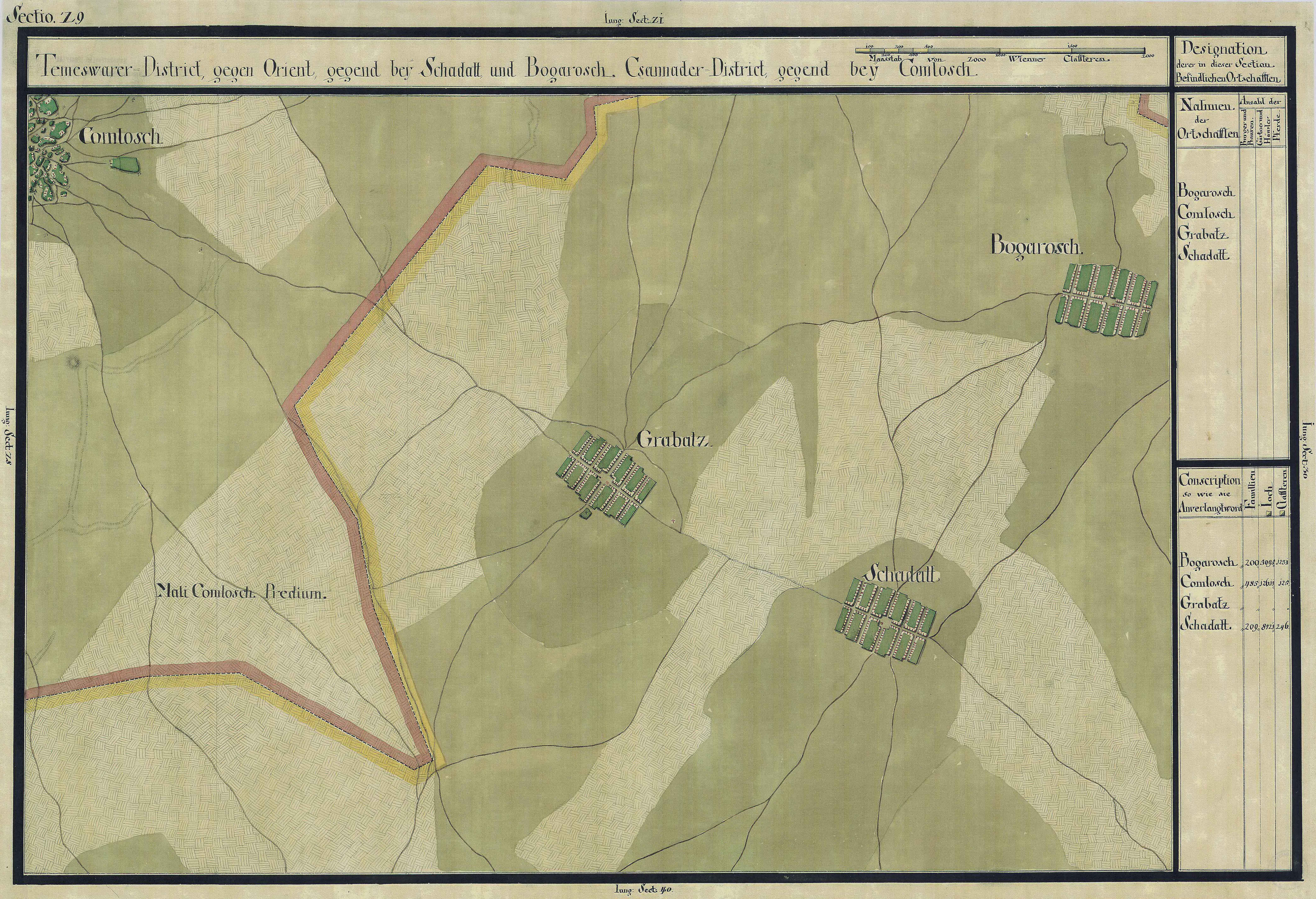
Comlosch auf der Josephinischen Landesaufnahme von 1717

Comloșu Mare (deutsch Großkomlosch oder Groß-Komlosch, ungarisch Nagykomlós, serbisch Велиҝи Комлош Veliki Komluš) ist eine Gemeinde im Südwesten des Kreises Timiș, in der Region Banat, im Südwesten Rumäniens, nahe der Grenze zu Serbien.

## Lage
Comloșu Mare liegt am Drum național 59C 60 Kilometer nordwestlich von Timișoara (Temeswar) und 2 Kilometer von der rumänisch-serbischen Grenze entfernt.

## Nachbarorte
| Teremia Mare | Tomnatic                                    | Gottlob     |
| Lunga        | Kompassrose, die auf Nachbargemeinden zeigt | Grabaț      |
| Nakovo       | Banatsko Veliko Selo                        | Comloșu Mic |

## Geschichte
Der Ort wurde 1446 erstmals als Besitz der Großgrundbesitzer Mihai und Anrdei Comloșan urkundlich erwähnt. Auf der Josephinischen Landaufnahme von 1717 ist der Ort Comlosch eingetragen. Nach dem Frieden von Passarowitz (1718) war die Ortschaft Teil der Habsburger Krondomäne Temescher Banat. Auf der Mercy-Karte von 1723 standen hier zwei Häuser. 1734 ließen sich auf dem Gebiet des heutigen Comloșu Mare Rumänen aus Oltenien nieder. 1781 wurde der Ort mit Deutschen aus Luxemburg besiedelt.
In der Geschichte der Gemeinde spielte die Familie Nako, ein aus griechisch Mazedonien stammendes altes Geschlecht, eine wichtige Rolle. Zwei Brüder, Christoph und Cyrill, kamen 1760 nach Ungarn und pachteten ausgedehnte Ländereien in der Gegend von Großsanktnikolaus und Altbeschenowa. Schließlich erwarben sie 1781 die Güter von Großsanktnikolaus und Teremi. Cyrills Sohn, Josef Nako, erbte das Gut um Teremi, zu dem auch Komlosch gehörte. Nach dessen Tod übernahm 1838 sein Sohn Johann das Gut. 1840 ließ er in Komlosch ein Kastell erbauen und einen Park anlegen, der zu den Sehenswürdigkeiten des Banats gehörte, bis er in den 1920er Jahren infolge der Bodenreform von 1921 im Königreich Rumänien in Ackerland umgewandelt wurde. Johann Nakos einzige Erbin, Tochter Mileva, wurde durch Heirat Herzogin von San Marco. Nach dem Tod des Herzogs 1888 widmete sich die Herzogin wohltätigen Zwecken. Sie berief 1889 die Schwestern vom Orden des Heiligen Vinzenz von Paul nach Komlosch, denen sie ein Kloster mit Räumlichkeiten für ein Mädcheninternat und einen Unterrichtstrakt bauen ließ.
Nach dem Österreichisch-Ungarischen Ausgleich (1867) wurde das Banat dem Königreich Ungarn innerhalb der Doppelmonarchie Österreich-Ungarn angegliedert. Anfang des 20. Jahrhunderts fand das Gesetz zur Magyarisierung der Ortsnamen (Ga. 4/1898) Anwendung. Der amtliche Ortsname war Nagykomlós. Die ungarischen Ortsbezeichnungen blieben bis zur Verwaltungsreform von 1923 im Königreich Rumänien gültig, als die rumänischen Ortsnamen eingeführt wurden.
Der Vertrag von Trianon am 4. Juni 1920 hatte die Dreiteilung des Banats zur Folge, wodurch Comloșu Mare an das Königreich Rumänien fiel.
Infolge des Waffen-SS Abkommens vom 12. Mai 1943 zwischen der Antonescu-Regierung und Hitler-Deutschland wurden alle deutschstämmigen wehrpflichtigen Männer in die deutsche Armee eingezogen. Noch vor Kriegsende, im Januar 1945, fand die Deportation aller volksdeutschen Frauen zwischen 18 und 30 Jahren und Männer im Alter von 16 bis 45 Jahren zur Aufbauarbeit in die Sowjetunion statt. Das Bodenreformgesetz vom 23. März 1945, das die Enteignung der deutschen Bauern in Rumänien vorsah, entzog der ländlichen Bevölkerung die Lebensgrundlage. Das Nationalisierungsgesetz vom 11. Juni 1948 sah die Verstaatlichung aller Industrie- und Handelsbetriebe, Banken und Versicherungen vor, wodurch alle Wirtschaftsbetriebe unabhängig von der ethnischen Zugehörigkeit enteignet wurden. Am 18. Juni 1951 fand die Deportation in die Bărăgan-Steppe, gemäß dem „Plan zur Evakuierung von Elementen über einen Abschnitt von 25 km, deren Präsenz eine Gefahr für das Grenzgebiet mit Jugoslawien darstellen“ statt. Als die Bărăganverschleppten 1956 heimkehrten, bekamen sie die 1945 enteigneten Häuser und Höfe zurück, der Feldbesitz wurde jedoch kollektiviert.

## Kultur

### Kirche
Die römisch-katholische Kirche der Gemeinde wurde 1868 in gotischem Stil erbaut, die griechisch – katholische zwischen 1889 und 1891. Der Grundstein der orthodoxen Kirche wurde 1933 gelegt und befindet sich in dem zur Gemeinde gehörenden Dorf Lunga.

### Schule
1833 wurde die neue Schule errichtet und 1892 eine Mädchenschule der Armen Schulschwestern Unserer Lieben Frau ins Leben gerufen. Im Kloster gab es neben Schulklassen auch ein Mädcheninternat.
Seit 1949 ist die heutige Schule in Betrieb. Sie wurde 2003 völlig renoviert und hat 21 Klassenräume, 2 Labors, 1 Informatikraum, eine Bibliothek mit einem Bestand von 4.300 Bänden und einen Sportsaal. 29 Lehrkräfte betreuen 450 Schüler.

## Wirtschaft
Anfangs war das wirtschaftliche Leben der Bewohner von Comloșu Mare durch Schafzucht geprägt. Nach der Ansiedlung der Deutschen entwickelte sich immer mehr der Ackerbau. Handel und Handwerk nahmen ebenfalls einen hohen Stellenwert ein.

## Einwohner
Serben

Nach dem Sieg über die Türken in der Schlacht bei Zenta (1697) kamen die ersten Serben nach Comloșu Mare. Sie beschäftigten sich vorwiegend mit Schafzucht. Die Serben errichteten die griechisch-orthodoxe serbische Kirche auf einer Anhöhe an der Stelle, wo sich die heutige Schule befindet. Sie nannten den Ort Veliki Komluš.
Rumänen

Nach dem Frieden von Passarowitz (1717) wurde die Kleine Walachei (Oltenien) österreichische Provinz. Nachdem die Türken 1739 Belgrad einnahmen, war ein Teil der Bevölkerung aus Oltenien zur Flucht gezwungen. 1739 ließen sich 28 Familien aus Craiova, Slatina und Polovragi in Comloșu Mare nieder. Auch die Oltener beschäftigten sich vorwiegend mit Schafzucht.
Slowaken

1781 erwarb Christoph Náko das Gut. 1782 ließen sich als Folge der Anwerbekampagne der Brüder Náko einige slowakische Familien in Comloșu Mare nieder. Die Slowaken waren evangelischen Glaubens, die ersten Lutheraner im Banat.
Deutsche

1771 wurden die ersten Deutschen aus Luxemburg angesiedelt. 1788 kamen deutsche Siedler aus Mähren. Zwischen 1791 und 1794 kamen weitere Deutsche durch Binnenwanderung aus anderen deutschen Orten im Banat hinzu. Die Deutschen beschäftigten sich vorwiegend mit Ackerbau und Landwirtschaft. Aber auch Handwerker waren unter ihnen. Belegt ist, dass der erste Schmied aus Comloșu Mare, Johann Kastl, und der erste Wagner, Anton Rothschuh, Deutsche waren. Die Deutschen waren römisch-katholischen Glaubens.

## Städtepartnerschaften
Gleich nach der Wende, zwischen 1992 und 1994, schloss der damalige Bürgermeister Ioan Ciorba Partnerschaften mit den serbischen Nachbarorten Kikinda und Nakovo (Nakodorf).

## Persönlichkeiten
- Iulian Grozescu (1839–1872), Dichter und Journalist[5]
- Anna Sage (1889–1947), Prostituierte und Bordellmanagerin („Lady in Red“)
- Hans Diplich (1909–1990), Dichter und Schriftsteller
- Ion Iancu (1931–2008), Orchesterdirigent und Direktor der Oper Timișoara[6][7]
- Walter Kindl (* 1943), Musikwissenschaftler und Domkapellmeister
- William Totok (* 1951), Schriftsteller und Journalist